# Стефано-Махрищский монастырь
Стефа́но-Ма́хрищский Свято-Троицкий монастырь — женский ставропигиальный монастырь Русской православной церкви. Расположен на реке Молокче в селе Махре Александровского района Владимирской области.

## История
Основан в XIV веке Стефаном Махрищским как мужской монастырь. С 1615 до 1920-х годов был приписан к Троице-Сергиевой лавре. Закрыт и осквернён в 1922 году.
В 1993 году по благословению архиепископа Владимирского и Суздальского Евлогия (Смирнова) среди руин, лишь отдельные фрагменты которых указывали на изначальное предназначение этого места, монахини создали при небольшом храме во имя Апостолов Петра и Павла подворье александровского Успенского монастыря, которое в 1995 году получило статус самостоятельного монастыря. 17 августа 2004 года монастырь получил статус ставропигиального.

## Настоятельницы
- с 2023 года — игуменья Елисавета (Жегалова Татьяна Викторовна)

## Храмы и сооружения
- Храм Живоначальной Троицы
- Храм Стефана Махрищского
- Храм Петра и Павла
- Надвратный храм Сергия Радонежского
- Монастырская трапезная
- Архимандритский корпус
- Странноприимный корпус
- Монастырская гостиница (сегодня здесь действует детский приют)
- Святой источник вне территории монастыря

Монастырю принадлежит также подворье в Московской области в селе Талицы около Софрина. На подворье несколько храмов и часовен, в том числе восстановленный пещерный храм.

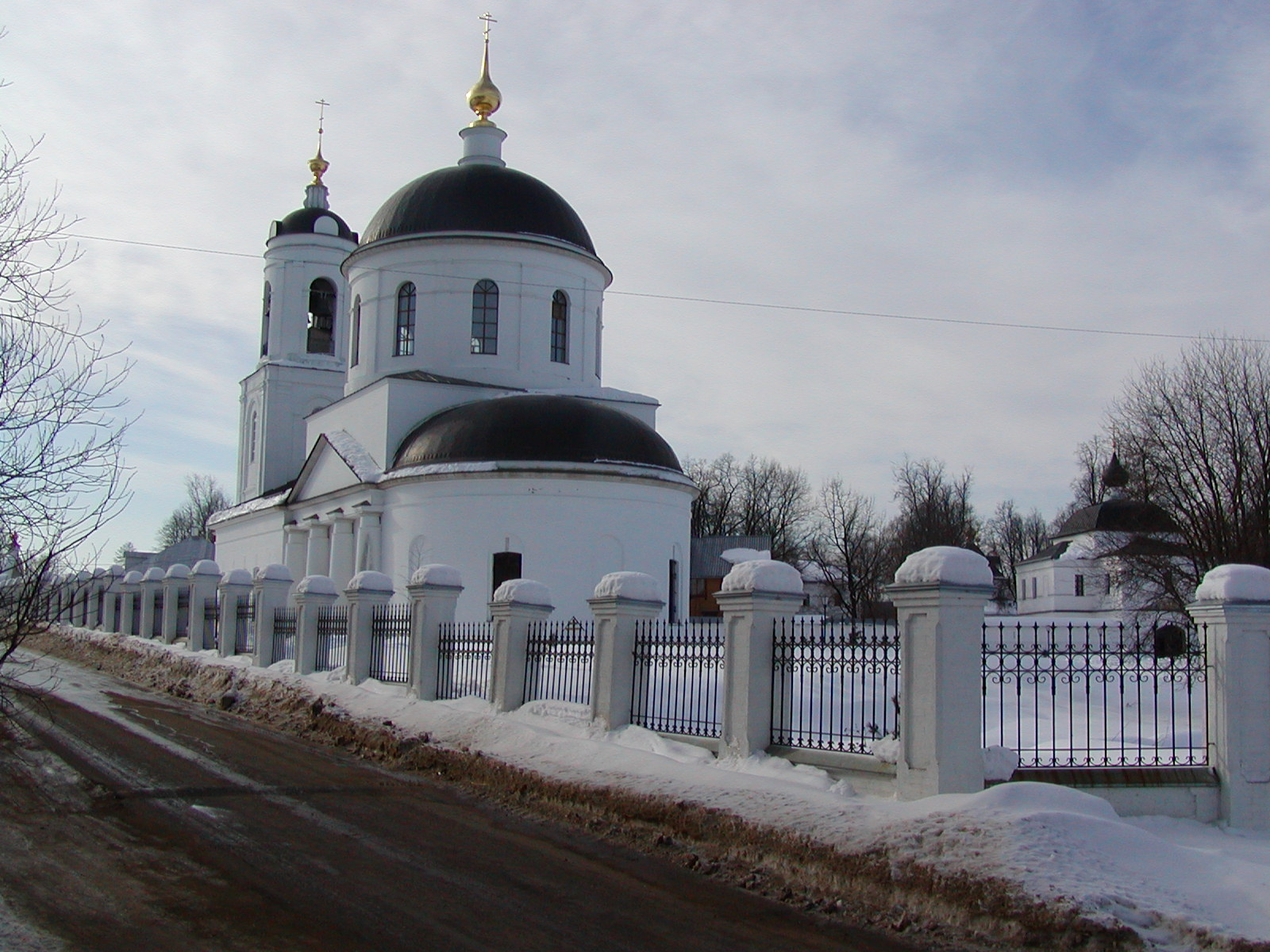
Храм Стефана Махрищского
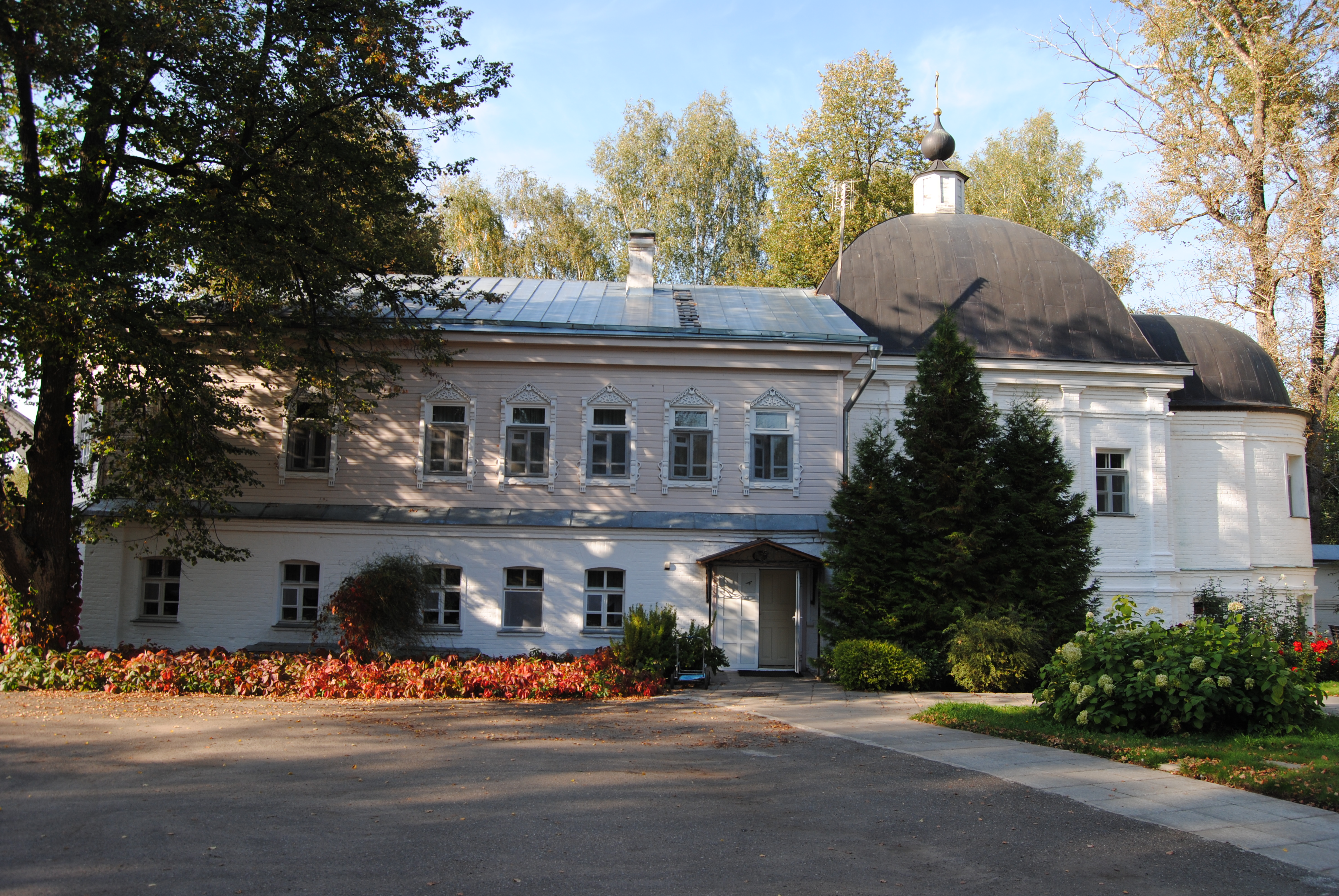
Храм Петра и Павла
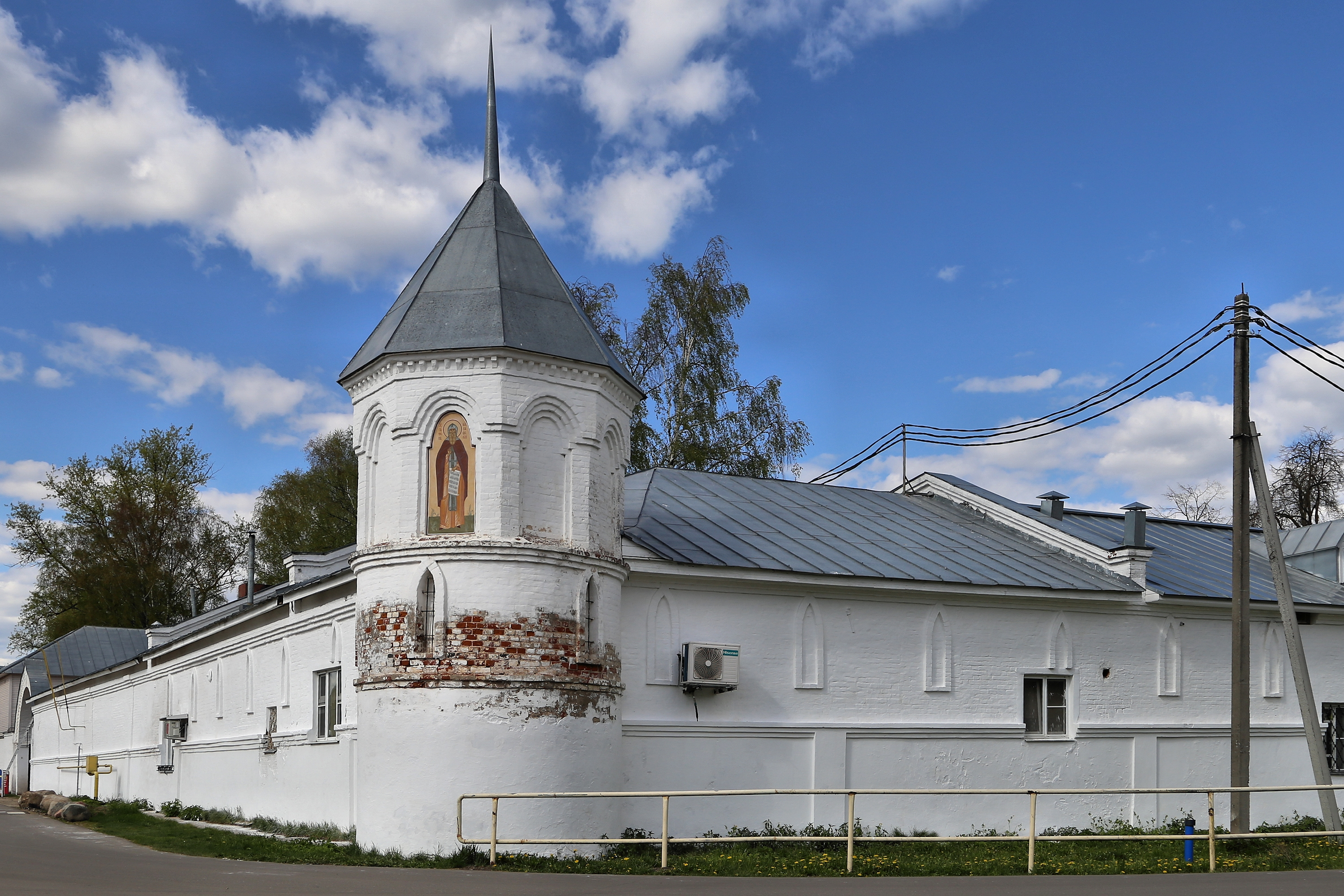
Сохранившийся фрагмент ограды